# Bikutsi

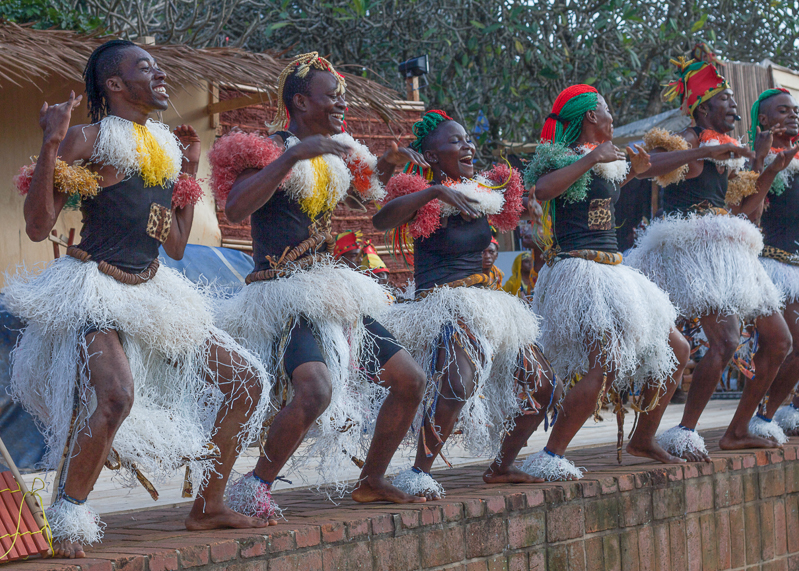
Bailarinas de bikutsi.

El bikutsi (a veces llamado tipi) es una música y danza tradicional de Camerún. Esta danza y música se origina en las provincias del centro y del sur. Es una danza tradicional de la etnia beti-pahuin.

## Descripción y origen
La palabra bikutsi significaría en ewondo golpear la tierra  (bi es una marca plural, kut significa golpear, pulsar, y si significa tierra).
El bikutsi es un ritmo de 6/8 que tradicionalmente practican las mujeres beti en Camerún. Con la intención de curar dolencias, calmar el dolor de la pérdida de un ser querido y aliviar el sufrimiento, este ritual es realizado por mujeres sentadas en diminutos taburetes. Cantan y golpean pequeños cascabeles o bambúes cortados por la mitad a lo largo.
En una sociedad patriarcal en la que sólo los hombres tenían derecho a hablar, a las mujeres se les prohibía alzar su voz en público entre los hombres. La mujer tenía el estatus de menor social: "la gallina no cacarea delante de los gallos". Otro proverbio Beti es "Miningaq a à kokobo à zaam bod" (una mujer no habla entre hombres). Así, para eludir estas diversas prohibiciones, organizaban reuniones festivas por la noche a la luz de la luna, después del trabajo en el campo o a la vuelta del mercado después de haber vendido sus productos y haber hecho compras. Formaban un círculo en el que cada una de ellas entraba para expresar sus penas, frustraciones, decepciones e insatisfacciones. Lo hacían cantando (con palabras coloridas y alegóricas), aplaudiendo con las palmas, a los vítores de las otras mujeres del círculo, retomando el coro, aplaudiendo y pisando fuerte.
Stanislas Awono lo resume así: «consejos en términos velados a las adolescentes que acaban de entrar en una unión conyugal, pulla a los amantes o a los maridos engañosos, melodías idílicas en las que la mujer describe al hombre y sus sueños. Gritos de exaltación y gratitud hacia el régimen político; cantos fúnebres, que se encuentran sobre todo entre las mujeres de profesión dolientes; los lamentos de bazo en los que expresa sus irritaciones y disgustos»; estas reuniones de mujeres eran en realidad exhalaciones, siendo el propósito de la reunión permitir a la gente tanto expresar lo que está en sus mentes como escuchar a otros que están en la misma situación. Estar en presencia de otras personas en la misma situación ayudó a las participantes a expresarse sin vergüenza. Esto las ayudó a liberar toda su tristeza y a revitalizarse a través de la danza y el canto.
El bikutsi es, pues, la expresión de una revuelta; nació como reacción a una organización sociocultural fundamentalmente patriarcal y falocrática. Jean-Marc Ela lo expresa así: "«A través del ritmo del Bikutsi, los gestos del cuerpo, los fuertes estallidos de risa y la violencia de las palabras, las mujeres irrumpen en el espacio público, utilizando palabras muy sencillas que ponen de relieve los problemas cruciales del país. Las canciones rebeldes dan testimonio de la dimensión política de la creatividad cultural de las mujeres africanas. En efecto, la revuelta y la ruptura se expresan en las canciones».

## Evolución
La práctica todavía existe pero de otra manera. El bikutsi es practicado por las mujeres con ocasión de grandes encuentros: nacimientos, duelo, bodas, reuniones comunitarias, etc. La práctica sigue siendo practicada por las mujeres.
El bikutsi fue originalmente tocado por una orquesta de balafón o mendzang o incluso mvett. Basado en un ritmo cadencioso y contundente, también se caracteriza por una fuerte presencia de la percusión.
En la década de 1970, el bikutsi se modernizó con la introducción de instrumentos modernos. Messi Martin es considerado, con razón, como el padre del bikutsi moderno: introdujo un montón de tela entre el puente y las cuerdas de la guitarra. Al igual que el makossa, el bikutsi estuvo en sus inicios fuertemente influenciado por la música congoleña; en general, la formación de la guitarra era una copia del fraseo de la rumba congoleña. Según Jean Maurice Noah: «El bikutsi se reconoce generalmente por una guitarra con un 'sonido de balafón' muy dinámico y preponderante. El sonido de esta guitarra suplanta casi todos los demás sonidos. Además, el éxito de una pieza depende de la digitación del solista».
Jean Maurice Noah continúa señalando que: "un elemento importante de la identidad del bikutsi es también el lugar de la percusión; las golpes de pie en el suelo y los golpes que puntuaban el biktsi de ayer son recogidos hoy por un conjunto de instrumentos de percusión: tambor, platillos, timbal, caja de ritmos, batería electrónica, etc.". Algunos incluso introducen el tradicional Nkul llamando tam-tam, aplauso manual (Kop), siguiendo el ejemplo de Aloa Javis o Anne-Marie Nzié. Esto muestra la importancia de la percusión en los ritmos bikutsi. Fue en la década de 1980 que surgieron los grandes nombres del bikutsi. El ritmo echó raíces a nivel nacional y comenzó a abrirse internacionalmente. Fue durante esta década que el grupo Les Têtes brûlées  apareció en la escena musical camerunesa. Periodista en Cameroon Tribune y más tarde fundador del grupo Têtes brûlées, Jean Marie Ahanda contribuyó a introducir el término Bikutsi en la lengua pública para poner en una sola palabra los diferentes ritmos de la cultura beti. El grupo revolucionó el género en los años 80 introduciendo la guitarra eléctrica en lugar del tradicional balafón.

## Artistas
Messi Martin electrificó este género musical en los años 1970 con sus éxitos Ellig Effa y Evou. Les Têtes Brûlées tomaron el relevo en los años 1990 con por ejemplo el título Essingan. Anne-Marie Nzié fue también una de las pioneras en el escenario, Sally Nyolo ofreció una versión más folclórica. Muchos artistas lo han adoptado: K-Tino, Lady Ponce, Mani Bella, Nkodo Sitony, Coco Argentée, Olivia Beyene, etc.